# Lijst van vissen
Er zijn diverse lijsten van vissen, Zie:
- Lijst van geslachten van de eigenlijke karpers
- Lijst van geslachten van de grondels
- Lijst van kraakbeenvissen
- Lijst van tropische zoetwateraquariumvissen
- Lijst van zoetwatervissen in de Lage Landen
- Lijst van soorten lipvissen
- Lijst van soorten zaag- of zeebaarzen
- Lijst van vissen (wetenschappelijk)